# Parque nacional Witjira
Witjira es un parque nacional en el norte de Australia Meridional, ubicado a 987 km al norte de Adelaida en el borde occidental del desierto de Simpson en medio de dunas de arena. El parque nacional fue proclamado en 1985 para proteger la gran red de arroyos de importancia nacional
Dalhousie Springs. Hay en el parque más de 120 manantiales con especies endémicas como el Cabezadura de Dalhousie, rodeados de exuberante vegetación y abundante vida silvestre.  

## Visitas
El parque está abierto permanentemente. Se recomienda visitarlo entre mayo y septiembre. Se puede acampar, observar vida silvestre, bañarse en algunos de los arroyos y visitar ruinas históricas. Hay mapas para dispositivos móviles que le permiten con buena señal ubicarse precisamente dentro del campo. Hay una gran población de dingos. Se recomienda no alimentarlos ni dejar basura y acompañar a los niños todo el tiempo.

## Tradiciones
El parque forma parte de las tierras ancestrales de los pueblos Arrernte y Wangkangurru. Con tradiciones mitológicas asociadas a algunos manantiales de la región. Representantes de estos pueblos participan en la gestión del parque.